# Sint-Galluskerk (Angerlo)
De Sint-Galluskerk is een protestantse kerk in de Nederlandse plaats Angerlo. De oorspronkelijke kerk met een enkele beuk werd in de 11e of 12e eeuw gebouwd met ijzeroerstenen. Dit kerkje is in de loop der eeuwen uitgebreid met onder andere een zijbeuk (12e eeuw) en een priesterkoor uit de 14e eeuw. De romaanse kerktoren werd in 1766 vervangen door een bakstenen toren. De toren werd in de Tweede Wereldoorlog door Duitse troepen opgeblazen. Ook andere delen van de kerk werden daarbij verwoest. Na de oorlog werd de kerk grotendeels herbouwd, nadat er eerst archeologisch onderzoek was uitgevoerd. Daarbij gevonden stenen en muren zijn bij de heropbouw gebruikt. 
De bakstenen kerk herbergt een eikenhouten kansel uit 1690.
De kerk is in 1966 aangewezen als rijksmonument.

## Galerij

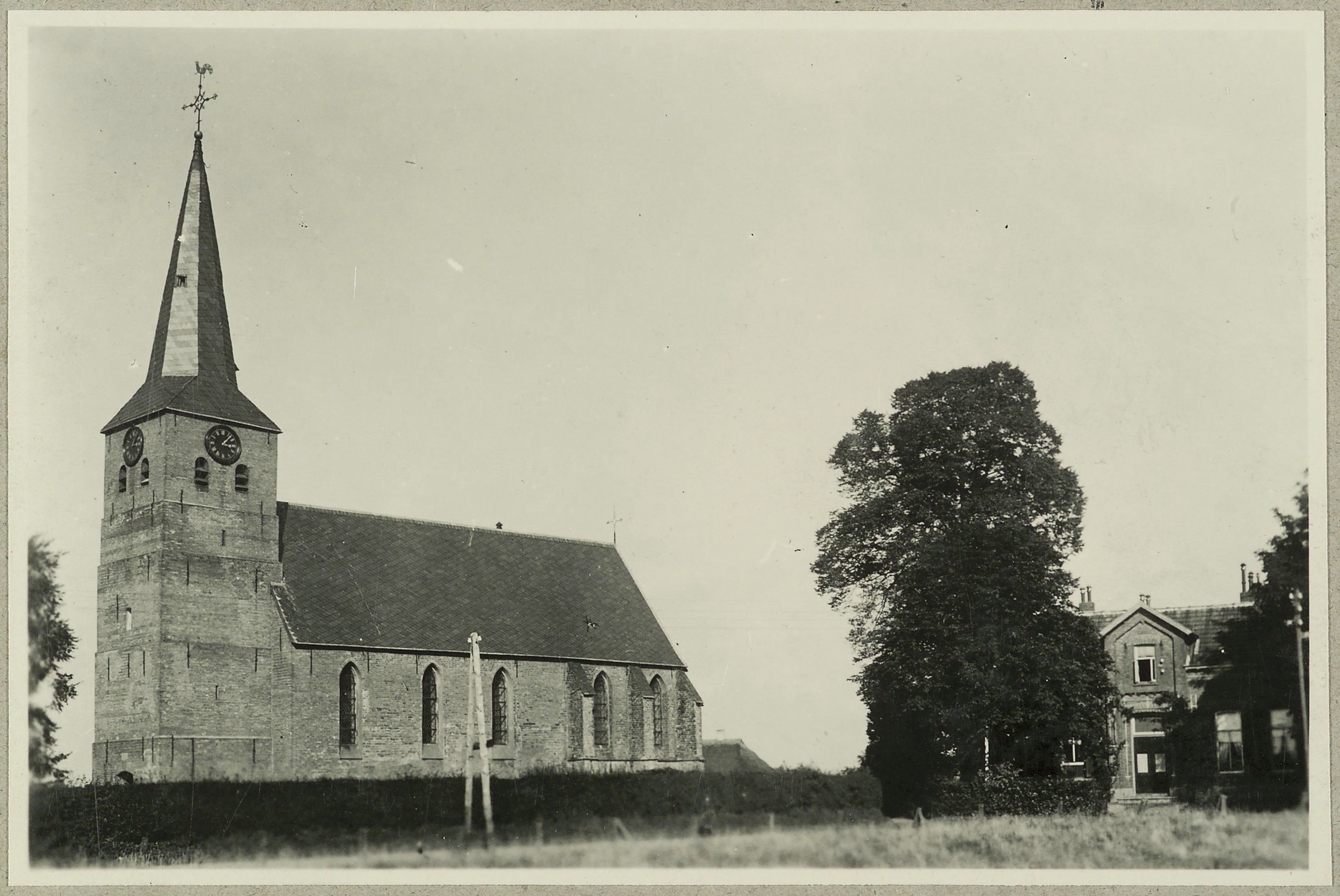
De kerk vóór de verwoesting in de Tweede Wereldoorlog
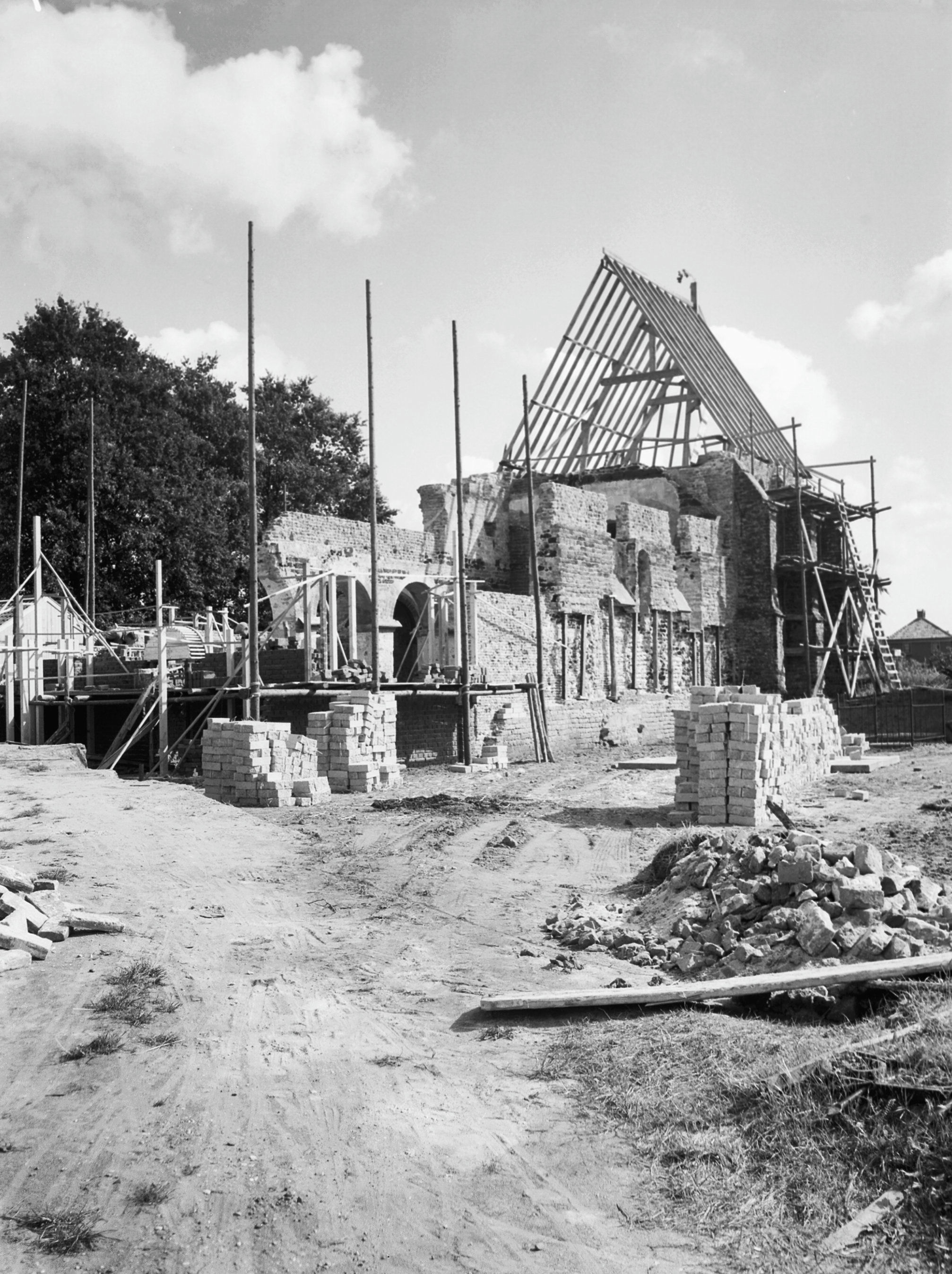
Aanzicht van de kerk bij de wederopbouw in 1948
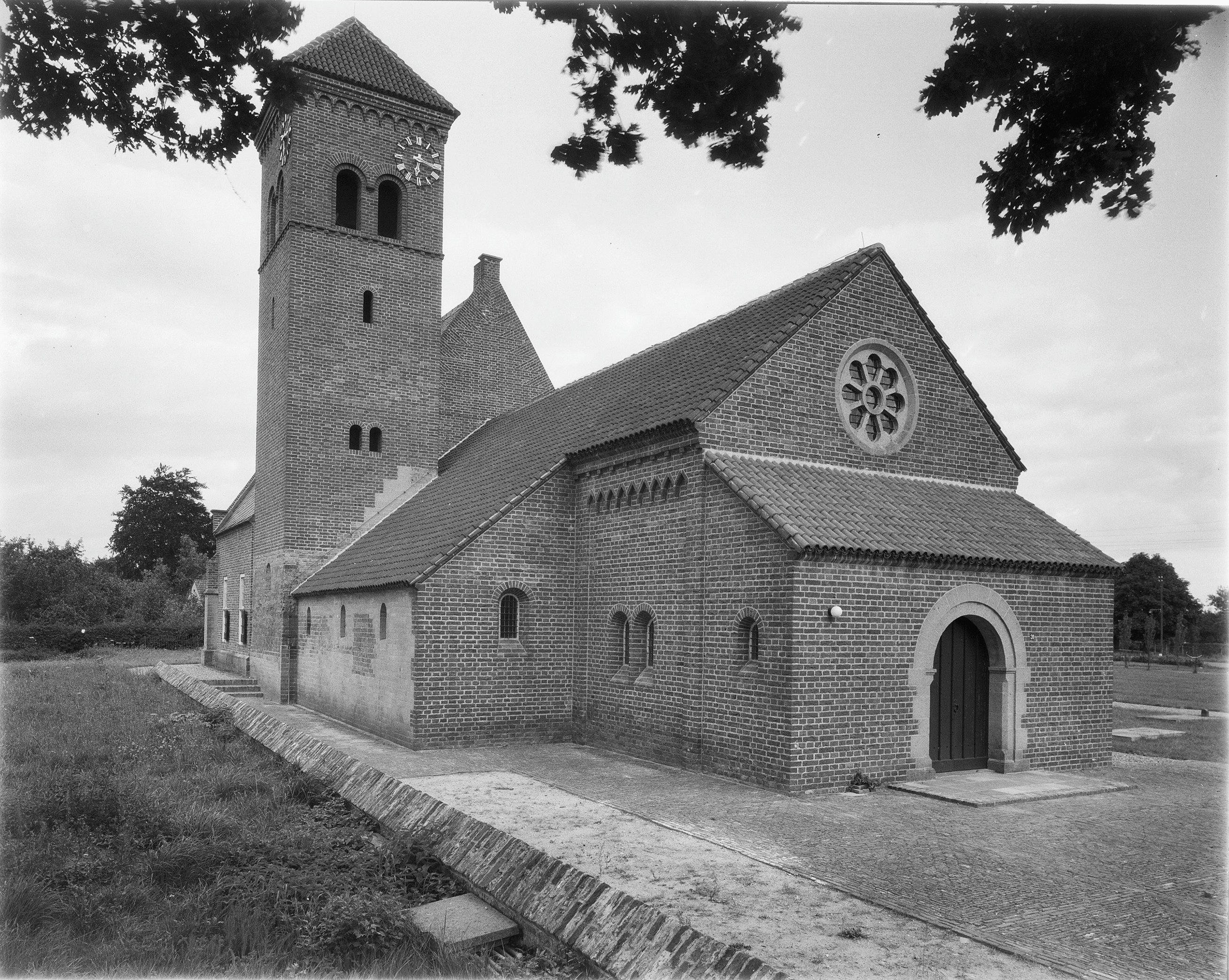
Aanzicht in 1952